# Futagao Badni, Shirhatti
Futagao Badni là một làng thuộc tehsil Shirhatti, huyện Gadag, bang Karnataka, Ấn Độ.